# Листонос Ватерхауса
Листонос Ватерхауса (лат. Macrotus waterhousii) — вид летучих мышей из семейства листоносых. Назван в честь английского натуралиста Джорджа Роберта Уотерхауса (1810—1888).
Страны распространения: Багамские острова, Белиз, Каймановы острова, Куба, Доминиканская Республика, Гватемала, Гаити, Ямайка, Мексика. Живёт от низменностей до 1400 м над уровнем моря. Этот вид встречается в засушливых районах, реже вечнозелёных лесах низменностей. 
В качестве убежищ использует входы пещер и горных выработок, иногда частично освещённые здания. Встречаются в группах, но не так часто, как другие летучие мыши. Почти никогда не находятся в непосредственном контакте друг с другом. Обычно покидают убежища примерно через 30 минут после захода солнца. Питаются в основном насекомыми отрядов Lepidoptera и Orthoptera.
В 2015 году был описан паразит тонкой кишки листоноса Ватерхауса — нематода Torrestrongylus tetradorsalis. Он был обнаружен у летучих мышей из биосферного заповедника «Сьерра-де-Уаутла» в штате Морелос в Центральной Мексике.